# Dukszty (folwark)
Dukszty folwark (lit. Dūkšto dvaras) – folwark na Litwie, w okręgu uciańskim, w rejonie ignalińskim.

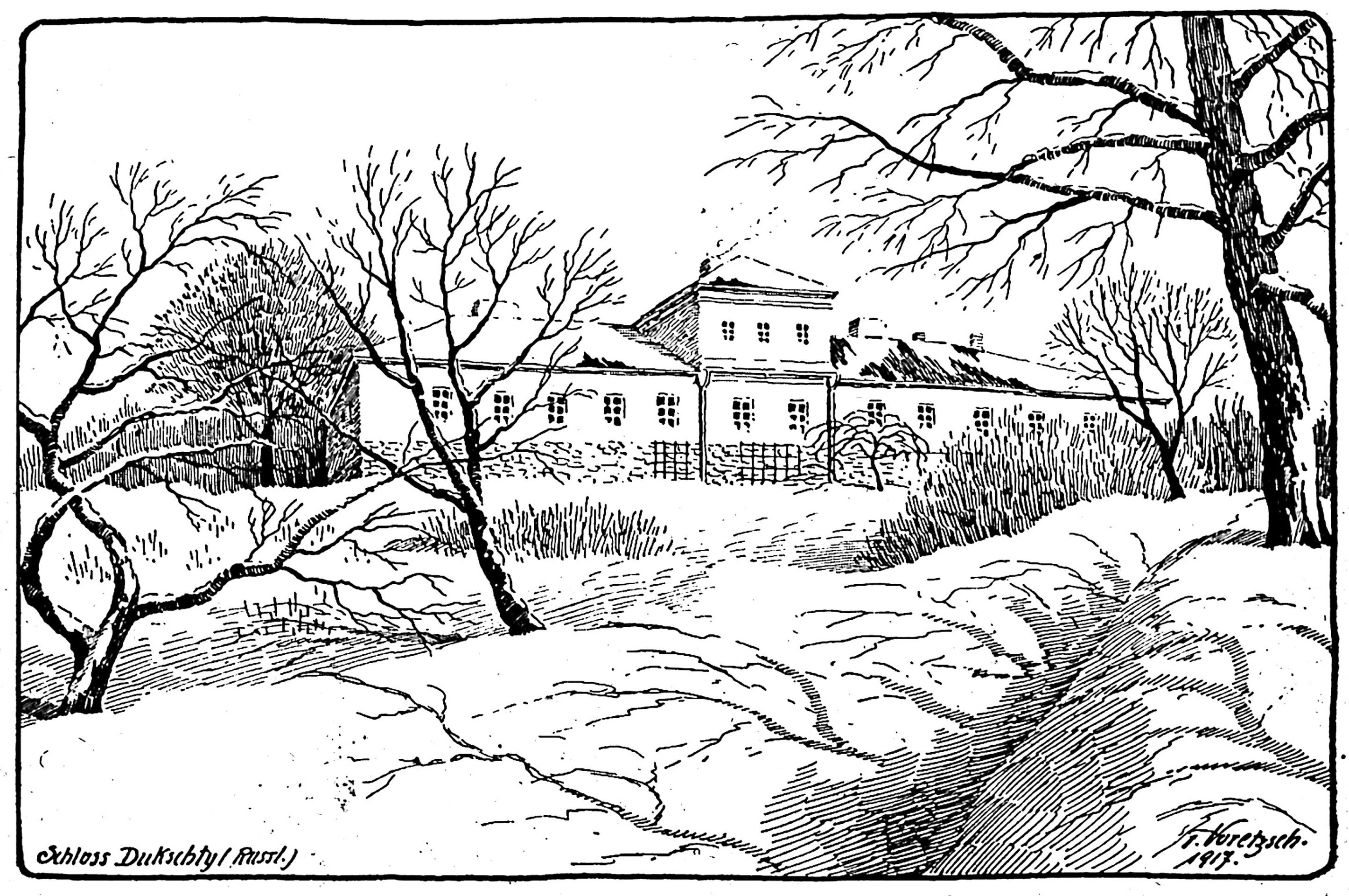
Dukšty, Rudamina-Biahanski. Дукшты, Рудаміна-Бяганскі (T. Voretzsch, 1917)

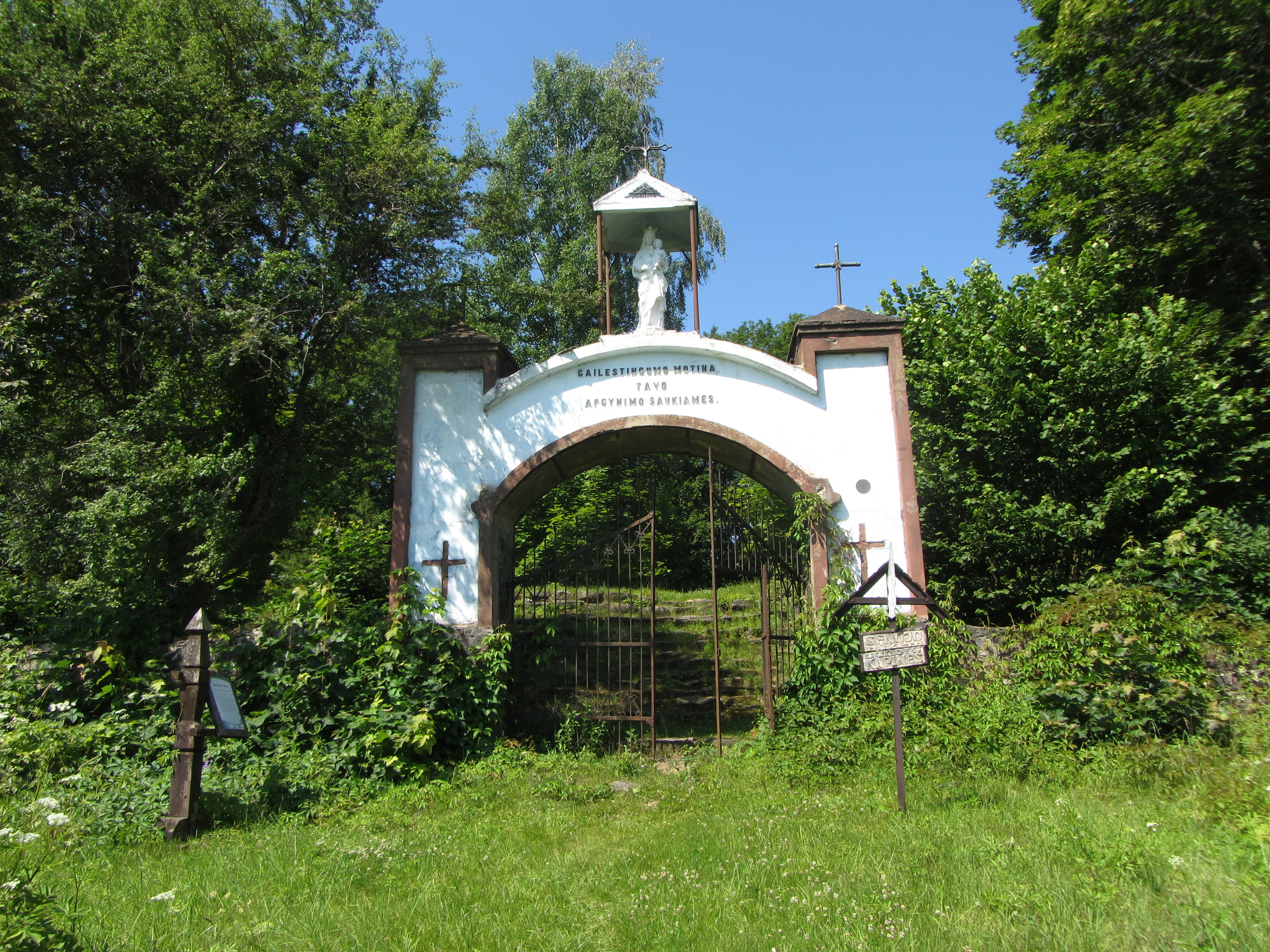

## Historia
W XVI wieku dobra należały do Giedroyciów, by następnie przejść w ręce Stabrowskich i Rudomino-Dusiackich. 
W czasach zaborów dobra leżały w granicach Imperium Rosyjskiego, należały do Dowgiałłów.
W niegotowych jeszcze budynkach dworskich stacjonowali w 1812 oficerowie V Korpusu Armii Francuskiej. Klasycystyczny dwór został ukończony w 1820. 
W 1901 r. Dowgiłłówna wyszła za Tomasza Zana, wnuka przyjaciela Adama Mickiewicza. Rodzina Zanów miała tu majątek aż do II wojny światowej. W okresie międzywojennym bywali tu: Karol Szymanowski, Artur Rubinstein, Juliusz Osterwa. W majątku zamieszkiwał również Jan Rokicki – najbliższy przyjaciel Tomasza Zana i ekonom majątku w Duksztach wraz ze swoją żoną Stefanią oraz synem Janem Rokickim (zm. 18.11.2019).
W dwudziestoleciu międzywojennym folwark leżał w Polsce, w województwie nowogródzkim (od 1926 w województwie wileńskim), w powiecie brasławskim (od 1926 w powiecie święciańskim), w gminie Dukszty.
Według Powszechnego Spisu Ludności z 1921 roku zamieszkiwało tu 95 osób, 93 były wyznania rzymskokatolickiego, a 2 prawosławnego. Jednocześnie 47 mieszkańców zadeklarowało polską przynależność narodową, a 48 litewską. Było tu 8 budynków mieszkalnych. W 1938 zamieszkiwało tu 69 osób w 9 budynkach.
Miejscowość należała do parafii rzymskokatolickiej w Duksztach. Podlegała pod Sąd Grodzki w Święcianach i Okręgowy w Wilnie; właściwy urząd pocztowy mieścił się w Duksztach.
Na terenie folwarku stacjonowała 2 kompania 9 batalionu Straży Granicznej, a następnie kompania graniczna KOP „Dukszty”.
Ostatnim właścicielem majątku był Tomasz Zan, jego matka Teresa Zan została aresztowana w 1941 i wywieziona do obozu Ravensbrück, gdzie zmarła. 